# ギャビン・チェッキーニ
ギャビン・グレン・クリストファー・ジョゼフ・チェッキーニ（Gavin Glenn Christopher Joseph Cecchini, 1993年12月22日 - ）は、アメリカ合衆国ルイジアナ州レイクチャールズ出身のプロ野球選手（二塁手）。右投右打。現在はFA。愛称はチェーチ。
実兄は同じくプロ野球選手のギャリン・チェッキーニ。

## 経歴
2012年のMLBドラフト1巡目（全体12位）でニューヨーク・メッツから指名され、プロ入り。契約後、傘下のアパラチアンリーグのルーキー級キングスポート・メッツでプロデビュー。A-級ブルックリン・サイクロンズでもプレーし、2球団合計で58試合に出場して打率.240、1本塁打、22打点、5盗塁を記録した。
2013年はA-級ブルックリンでプレーし、51試合に出場して打率.273、14打点、2盗塁を記録した。
2014年はA級サバンナ・サンドナッツ、A+級セントルーシー・メッツ、AA級ビンガムトン・メッツでプレーし、3球団合計で126試合に出場して打率.247、8本塁打、56打点、10盗塁を記録した。
2015年はAA級ビンガムトンでプレーし、109試合に出場して打率.317、7本塁打、51打点、3盗塁を記録した。オフにはアリゾナ・フォールリーグに参加し、ソルトリバー・ラフターズに所属した。
2016年、マイナーではAAA級ラスベガス・フィフティワンズでプレーし、117試合に出場して打率.325、8本塁打、55打点、4盗塁を記録した。9月6日にメジャー契約を結び、11日のアトランタ・ブレーブス戦でメジャーデビュー。この年メジャーでは4試合に出場して打率.286、2打点を記録した。
2017年開幕前の3月に開催された第4回ワールド・ベースボール・クラシック（WBC）のイタリア代表に選出された。シーズンでは32試合に出場して打率.208、1本塁打、7打点を記録した。
2018年はメジャー出場が無く、A+級セントルーシーとAAA級ラスベガスの2球団合計で31試合に出場して打率.301、2本塁打、9打点、1盗塁を記録した。
2019年1月28日にジャスティン・ウィルソンの加入に伴ってDFAとなり、2月1日にマイナー契約でAAA級シラキュース・メッツへ配属された。この年もメジャー昇格はなく、11月4日にFAとなった。
2020年1月25日にアリゾナ・ダイヤモンドバックスとマイナー契約を結んだが、新型コロナウイルスの感染拡大によりマイナーリーグが開催されなかったため、公式戦に出場することなく、5月22日にリリースされた。その後は一時的に結成された独立リーグであるコンステレーション・エナジー・リーグのシュガーランド・スキーターズでプレーした。
2021年5月12日にロサンゼルス・エンゼルスとマイナー契約を結んだ。

## 詳細情報

### 年度別打撃成績
| 年 度    | 球 団    | 試 合 | 打 席 | 打 数 | 得 点 | 安 打 | 二 塁 打 | 三 塁 打 | 本 塁 打 | 塁 打 | 打 点 | 盗 塁 | 盗 塁 死 | 犠 打 | 犠 飛 | 四 球 | 敬 遠 | 死 球 | 三 振 | 併 殺 打 | 打 率 | 出 塁 率 | 長 打 率 | O P S |
| -------- | -------- | ----- | ----- | ----- | ----- | ----- | -------- | -------- | -------- | ----- | ----- | ----- | -------- | ----- | ----- | ----- | ----- | ----- | ----- | -------- | ----- | -------- | -------- | ----- |
| 2016     | NYM      | 4     | 7     | 6     | 2     | 2     | 2        | 0        | 0        | 4     | 2     | 0     | 0        | 0     | 0     | 0     | 0     | 1     | 2     | 0        | .333  | .429     | .667     | 1.095 |
| 2017     | NYM      | 32    | 82    | 77    | 4     | 16    | 2        | 0        | 1        | 21    | 7     | 0     | 1        | 0     | 0     | 4     | 1     | 1     | 19    | 3        | .208  | .256     | .273     | .529  |
| MLB：2年 | MLB：2年 | 36    | 89    | 83    | 6     | 18    | 4        | 0        | 1        | 25    | 9     | 0     | 1        | 0     | 0     | 4     | 1     | 2     | 21    | 3        | .217  | .270     | .301     | .571  |

- 2021年度シーズン終了時

### 年度別守備成績
| 年 度 | 球 団 | 二塁（2B） | 二塁（2B） | 二塁（2B） | 二塁（2B） | 二塁（2B） | 二塁（2B） | 遊撃（SS） | 遊撃（SS） | 遊撃（SS） | 遊撃（SS） | 遊撃（SS） | 遊撃（SS） |
| 年 度 | 球 団 | 試 合      | 刺 殺      | 補 殺      | 失 策      | 併 殺      | 守 備 率   | 試 合      | 刺 殺      | 補 殺      | 失 策      | 併 殺      | 守 備 率   |
| ----- | ----- | ---------- | ---------- | ---------- | ---------- | ---------- | ---------- | ---------- | ---------- | ---------- | ---------- | ---------- | ---------- |
| 2016  | NYM   | -          | -          | -          | -          | -          | -          | 2          | 0          | 1          | 0          | 0          | 1.000      |
| 2017  | NYM   | 20         | 33         | 33         | 0          | 10         | 1.000      | -\|        | -\|        | -\|        | -\|        | -\|        | -\|        |
| MLB   | MLB   | 20         | 33         | 33         | 0          | 10         | 1.000      | 2          | 0          | 1          | 0          | 0          | 1.000      |

- 2021年度シーズン終了時

### 背番号
- 2（2016年 - 2017年）

### 代表歴
- 2017 ワールド・ベースボール・クラシック・イタリア代表